# アルビン4 それいけ! シマリス大作戦
『アルビン4 それいけ! シマリス大作戦』（アルビン4 それいけ! シマリスだいさくせん、原題：Alvin and the Chipmunks: The Road Chip）は、2015年12月18日にアメリカ合衆国より公開されたコメディ映画。『アルビン』シリーズの第4作目である。

## キャスト
役名：俳優（ソフト版吹き替え）アルビンなどのキャラクターは話し声と歌声はそれぞれ別々のキャストがしている。 
- デイビッド・セビル（デイブ） - ジェイソン・リー （藤原啓治）
- エージェント・ジェームズ・サッグス - トニー・ヘイル（内田直哉）
- サマンサ - キンバリー・ウィリアムズ＝ペイズリー（佐々木優子）
- マイルズ - ジョシュ・グリーン（木村良平）
- アシュレイ・グレイ - ベラ・ソーン
- バリー - エディスティー・プルズ（山本格）
- アリス - マキシー・マククリントック
- パーティプランナー - リタ
- タクシー運転手 - マーク・ジェフリー・ミラー（さかき孝輔）
- プライスおばさん - ジェニファー・クーリッジ
- ベビーシッター - ローラ・マラノ
- アルビン・セビルの声 - ジャスティン・ロング（川中子雅人）
- サイモン・セビルの声 - マシュー・グレイ・ギュブラー（成瀬誠）
- セオドア・セビルの声 - ジェシー・マッカートニー（林勇）
- ブリタニー・ミラーの声 - クリスティーナ・アップルゲート（白石涼子）
- ジャネット・ミラーの声 - アンナ・ファリス（本田貴子）
- エレノア・ミラーの声 - ケイリー・クオコ（かないみか）

日本語吹替その他：土井真理、岡田恵、山本留里佳、荒井聡太、小林親弘、北村謙次、半田裕典、宮本淳、ゆうか、のぐちゆり、奥田もとい、國頭綾乃
日本語版制作スタッフ 演出：中野洋志、翻訳：徐賀世子、歌唱演出：市之瀬洋一、制作：ACクリエイト

## スタッフ
- 監督：ウォルト・ベッカー
- 脚本：ランディ・メイム・シンガー／アダム・シュティキエル
- 製作：ジャニス・カルマン／ロス・バグダサリアン・ジュニア
- 音楽：マーク・マザーズボー

### 日本語版制作スタッフ
- 字幕翻訳：稲垣彩
- 吹替翻訳：徐賀世子